# الأزمة الكينية 2007-2008
الأزمة الكينية 2007-2008  (بالإنجليزية: Kenyan crisis) أزمة سياسية اقتصادية إنسانية اندلعت في كينيا بعد إعلان الرئيس السابق مواي كيباكي فوزه بالانتخابات الرئاسية التي جرت في 27 ديسمبر 2007. زعم أنصار رايلا أودينغا، المعارض لكيباكي وزعيم الحركة الديمقراطية البرتقالية، حدوث تلاعب بالانتخابات. وأكد المراقبون الدوليون على نطاق واسع أن كلا الطرفين قد تلاعبا في الانتخابات.
لا يمكن لأي رواية منفردة تفسير رد فعل مؤيدي المعارضة على إعلان أداء كيباكي لليمين الدستورية مساء 30 ديسمبر 2007، ويرجع ذلك جزئيًا إلى التنوع الإثني والجغرافي في السياسة الكينية. أعلنت المعارضة احتجاجًا جماهيريًا على النتائج الرسمية، وأججت الشرطة العنف إلى حد كبير. شجع رايلا أودينغا مؤيديه على المشاركة في احتجاجات حاشدة عبر إعلان له على محطات التلفزيون والإذاعة المحلية، وأبرز هذه الاحتجاجات كانت في مومباسا وإلدوريت وكيريجو وكيزيمو وناكورو وأجزاء من نيروبي. أطلقت الشرطة النار على المئات من المتظاهرين العنيفين، والتقطت كاميرات التلفزيون الإخبارية عدد قليل من عمليات إطلاق النار ما تسبب باندلاع المزيد من أعمال العنف.
تصاعد العنف الإثني المستهدف (على نقيض الاحتجاجات العنيفة) وكان في البداية موجهًا في الأساس ضد شعب كيكويو -المجتمع الذي ينتمي إليه كيباكي- القاطن خارج مناطق استيطانه التقليدية، وبدأ العنف بقتل أكثر من 50 فردًا من النساء والأطفال العزّل من شعب كيكويو، بعضهم لم يتجاوز عمرهم الشهر، بحبسهم في كنيسة وحرقهم أحياء في قرية كيامبا في ضواحي مدينة إلدوريت في يوم رأس السنة الميلادية. وقد تسببت التوترات في محافظة الوادي المتصدع بأعمال عنف في عدة انتخابات كينية سابقة، أبرزها الانتخابات الكينية لعام 1992. وقد دفع ذلك شعب كيكويو إلى بدء الدفاع عن أنفسهم ما أجبر شعبي لوو وكالينجين على وقف عمليات تقتيل الكيكويو.
في مومباسا، خرج سكان السواحل الكينية إلى الشوارع احتجاجًا على التلاعب بالانتخابات ودعم مرشحهم المفضل، أودينغا. تصعدت التوترات مع إدراك مجتمعات السكان الأصليين الساحليين معدمي الأراضي أن الوقت قد حان للانتقام من حقيقة استيلاء الكيكويو على أراضيهم في جميع أنحاء البلد. سطا اللصوص أيضًا على عدد من المتاجر في مومباسا. وشهدت الأحياء الفقيرة في نيروبي بعضًا من أسوأ أعمال العنف، بعضها بدوافع إثنية والبعض الآخر تعبيرًا عن الغضب من الفقر المدقع وبعض أعمال العصابات الإجرامية. استمر العنف بشكل متقطع لعدة أشهر لا سيما في الوادي المتصدع.
وصل الأمين العام السابق للأمم المتحدة كوفي عنان إلى البلاد بعد نحو شهر من الانتخابات ونجح في جلب الجانبين إلى طاولة المفاوضات. في 28 فبراير 2008، وقع كيباكي وأودينغا اتفاقًا لتقاسم السلطة يسمى قانون الوفاق الوطني والمصالحة لعام 2008 الذي أنشئ بموجبه مكتب رئيس الوزراء إلى جانب حكومة ائتلافية. في نهاية المطاف، أُنشئت حكومة اقتسام-السلطة مع تعيين أودينغا رئيساً للوزراء في أبريل 13، بعد مفاوضات مطولة بشأن تشكيلها؛ وأُديت اليمين الدستورية في 17 أبريل.

## خلفية
انبثقت المظاهرة والعنف بعد الانتخابات عن مزيج من الدوافع. شمل بعضها ما يلي:
- قامت عملية التصويت في الانتخابات على نطاق واسع على أسس إثنية في العديد من المجتمعات الكينية [10]
- التصور السائد بأن عد أصوات الانتخابات الرئاسية قد جرى تعديله لصالح كيباكي
- خلال الفترات الاستعمارية، هُجِّر شعب كيكويو من مرتفعاته الخصبة وجرى توطينهم بعد الاستقلال خارج مناطقهم التقليدية، ولا سيما في الوادي المتصدع حيث سكن شعب الماساي الإثني أصلًا قبل استعمار كينيا من قبل البريطانيين[6][11]
- ثمّة اعتقاد بين القبائل الأخرى بأن مجتمع الكيكويو في كينيا قد هيمن على البلد منذ الاستقلال[12]

وأدت التقارير التي قدمها مراقبون دوليون عن تلاعب أعضاء اللجنة الانتخابية في كينيا واعترافهم بأن موظفيهم زودوهم بأرقام غير صحيحة إلى تأجيج هذا الغضب.
وقعت أعمال العنف ضد شعب كيكويو في جميع أنحاء البلاد، إنما بنسب أعلى في مناطق مثل أحياء نيروبي الفقيرة، ومحافظة نيانزا ، ومحافظة الوادي المتصدع، والساحل حيث تركزت المعارضة ضد كيباكي بشكل خاص. وشهدت أحياء نيروبي الفقيرة المتنوعة إثنيًا أيضًا أعمال عنف من قِبَل الجماعات التي يسيطر عليها الكيكويو -من بينها منظمة المونغيكي سيئة السمعة- ضد جيرانهم المنحدرين من أجزاء كينيا الغربية.